# Cubagua
Cubagua é uma ilha venezuelana com 25 km² de extensão ao sul do estado de Nueva Esparta. Foi descoberta por Cristóvão Colombo em 1498.